# Арлингтон (Ајова)
Арлингтон (енгл. Arlington) град је у америчкој савезној држави Ајова. По попису становништва из 2010. у њему је живело 429 становника.

## Демографија
Према попису становништва из 2010. у граду је живело 429 становника, што је -61 (-12.4%) становника више него 2000. године.
| Група             | 2000.       | 2010.       |
| Белци             | 487 (99,4%) | 424 (98,8%) |
| Афроамериканци    | 0 (0,0%)    | 0 (0,0%)    |
| Азијати           | 1 (0,2%)    | 1 (0,2%)    |
| Хиспаноамериканци | 0 (0,0%)    | 0 (0,0%)    |
| Укупно            | 490         | 429         |